# Pete Johansen
Per Oscar Johansen, detto Pete (11 maggio 1962), è un violinista norvegese, noto specialmente nell'ambito della musica gothic metal.

## Biografia
Johansen iniziò a suonare il violino a 9 anni, e a 16 entrò nella sua prima band, di genere country. A partire dagli anni novanta cominciò ad affermarsi nell'ambiente del gothic metal, con un progetto chiamato Modesty Blaise, con cui ha pubblicato gli album Face of the Sun, nel 1990, e Little White What?, nel 1993. Negli anni successivi collaborò con The Sins of Thy Beloved, Tristania (di cui ha anche scritto il testo di una canzone, Lost), Sirenia e Morgul. Nel 2008 fondò una nuova band, chiamata The Scarr.

## Discografia

### Da solista
- 2011 - It's Been Real
- 2011 - It's Been Real Too

### Con i Modesty Blaise
- 1990 - Face of the Sun
- 1993 - Little White What?
- 1998 - Face Of The Sun II

### Con i The Tramps
- 1995 - Silver And Gold
- 1998 - Fireland
- 2000 - Halfway to the Moon

### Con i Tristania

#### Album in studio
- 1998 - Widow's Weeds
- 1999 - Beyond the Veil
- 2001 - World of Glass
- 2010 - Rubicon

#### Raccolte
- 2001 - Midwintertears/Angina
- 2005 - Midwinter Tears

#### Singoli
- 1999 - Evenfall
- 1999 - Angina
- 2010 - Year of the Rat

### Con i Morgul
- 2000 - The Horror Grandeur
- 2001 - Sketch of Supposed Murderer
- 2005 - All Dead Here...

### Con i Sirenia
- 2002 - At Sixes and Sevens